# Israel (Familie)
Die Familie Israel war eine jüdische Unternehmerfamilie in Berlin, die im 18. Jahrhundert als Schutzjuden aus Pommern kamen.

## Familiengeschichte
Angehörige der Familie waren 1741 aus Schneidemühl nach Berlin gekommen. Jacob Israel eröffnete am Molkenmarkt einen Kleiderhandel und erhielt 1809 das Bürgerrecht. Seinem Sohn Nathan Israel wurden 1815 die Bürgerrechte verliehen. Dieser gründete in der Jüdenstraße 18 eine Handlung für schlesische Leinenstoffe aus der später das Kaufhaus Nathan Israel erwuchs.
Der Aufstieg Nathan Israels und seiner Familie steht beispielhaft für die Emanzipation der deutschen Juden in Folge des Judenedikts von 1812.

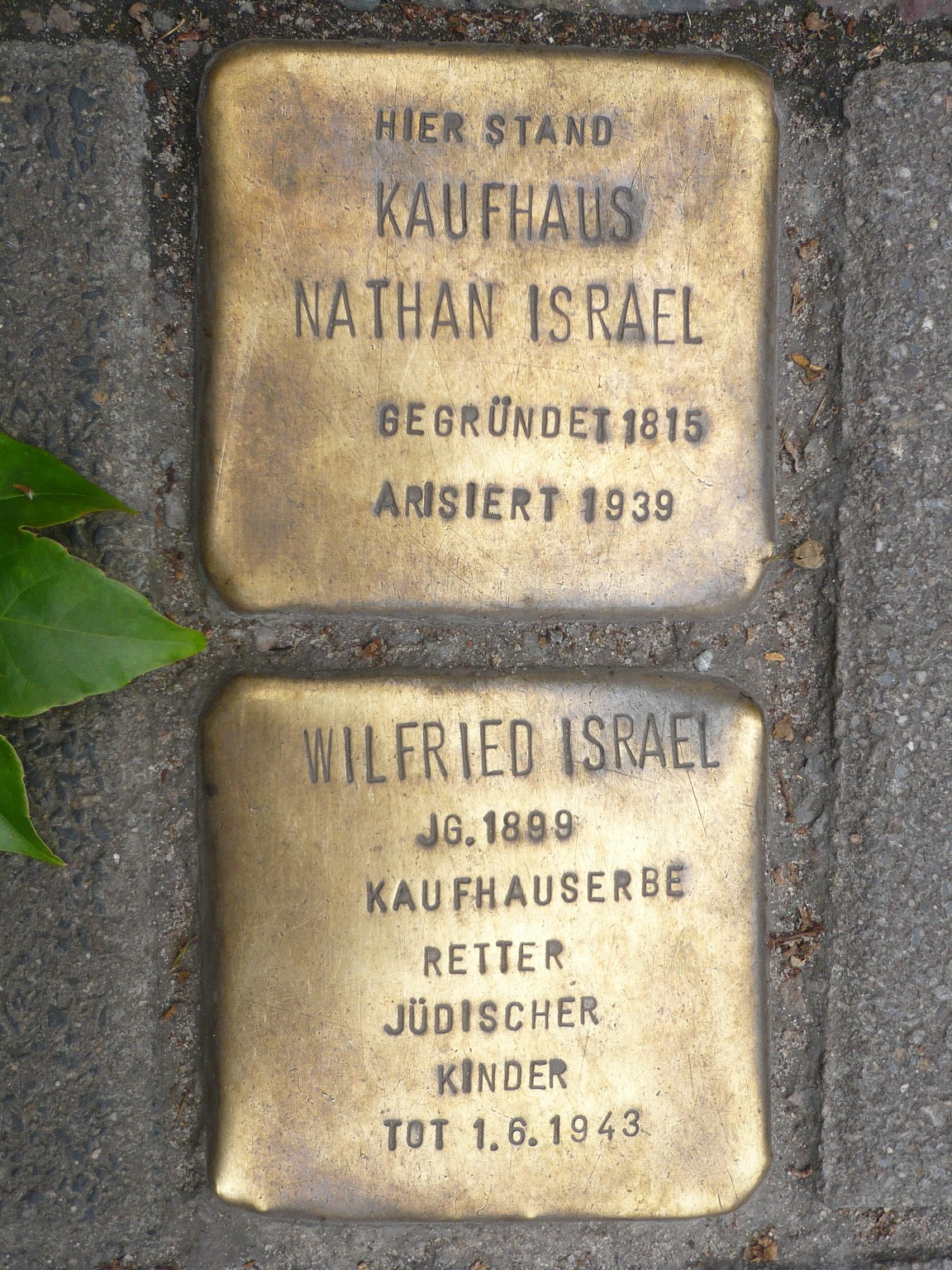
Stolpersteine für Nathan und Wilfrid Israel

## Familienmitglieder
- Jacob Israel (1753–1821)
- Nathan Israel (1782–1852)
- Jacob Israel (1823–1894)
- Moritz Israel (1830–1895)
- James Israel (1848–1926)
- Berthold Israel (1868–1935)
- Wilfrid Israel (1899–1943)